# Herb gminy Firlej
Herb gminy Firlej – symbol gminy Firlej.

## Wygląd i symbolika
Herb przedstawia na tarczy w polu czerwonym złotą wagę zakończoną uchwytem w kształcie rombu i krzyżem, pomiędzy odważnikami srebrną łódź z wioślarzem, natomiast pod nią srebrną sześcioramienną gwiazdę. Nie zachowała się najstarsza pieczęć miasta Firlej, dlatego herb gminy nawiązuje do pieczęci z końca XVIII wieku. Zgodnie z jednym z wpisów do księgi miejskiej, odważniki wagi miały symbolizować dwa jeziora na terenie miasta (Firlej i Kunów), które niegdyś tworzyły jedną całość przecinającą trakt lubelski, a łódka miała symbolizować prom potrzebny do przedostania się na drugą stronę zbiornika wodnego. 